# Pipes of Peace
Pipes of Peace – album Paula McCartneya wydany w 1983. Zawiera materiał nagrany podczas sesji Tug of War / Pipes of Peace. Jako następca cieszącego się popularnością albumu Tug of War, Pipes of Peace okazał się kolejną kopalnią przebojów McCartneya, dzięki czemu zapewnił sobie ważne miejsce w jego dyskografii. Jest on (wraz z poprzednikiem) częścią dyptyku „Wojna i pokój”. Pod względem muzycznym znacznie odstaje od pierwszej części.

## Okoliczności powstania i charakterystyka albumu
Płyta została wyprodukowana przez George’a Martina – byłego producenta nagrań Beatlesów. Zawiera dwie piosenki wspólnie napisane i zaśpiewane w duecie wraz z Michaelem Jacksonem. Ponadto na płycie znajdują się efekty kontynuacji współpracy z eks-beatlesem Ringo Starrem, gitarzystą 10cc Erikiem Stwartem oraz Dennym Lainem byłym członkiem Wings.
Część piosenek powstała już podczas trwającej w 1981 roku sesji do albumu Tug of War, ale nie wszystkie, gdyż Pipes of Peace, The Other Me, So Bad, Tug of Peace i Through Our Love zostały nagrane dopiero w 1982 r.
Album rozpoczyna kompozycja Pipes of Peace, która nie przypadkowo jest pierwszą piosenką na płycie. Paul chciał, by wraz z Tug of Peace tworzyły kontrast do otwierający poprzedni album Tug of War. Warto zwrócić także uwagę na podobne rozpoczęcia obu utworów, w których na początku słyszymy "dziwne odgłosy", oraz na podobne zakończenia opartych o sekcję instrumentów smyczkowych. Umieszczenie Pipes of Peace w tym miejscu nosiło także znamiona akcji promocyjnej, gdyż znajdowała się tuż przed Say Say Say (utwór jako pierwszy wydany na singlu) – piosenką, którą McCartney widział jako potencjalny numer 1. Nie mylił się, gdyż piosenka zyskała ogromną popularność na całym świecie i znacząco podniosła sprzedawalność albumu. Wróćmy jednak do piosenki Pipes of Peace, którą promował teledysk (drugi z tego albumu po Say Say Say), w którym zostało zrekonstruowane wydarzenie z grudnia 1914 roku, gdy walczące ze sobą wojska Ententy i państw centralnych przerwały walki na okres Świąt Bożego Narodzenia, tzw. rozejm bożonarodzeniowy. Piosenką numer dwa jest przebój Makki (tak Paula nazywają jego fani) i Jacksona Say Say Say. Chwytliwa i wpadająca w ucho melodia, piękne wokale i charyzma Michaela przyczyniły się do wielkiego sukcesu tej piosenki. Warto tutaj podkreślić ogromną rolę promocji w sukcesie tej piosenki. Na jej potrzeby został stworzony teledysk za aż 500 tysięcy dolarów. Na płycie na uwagę zasługuje również piosenka So Bad. Jest to kompozycja delikatna i śpiewana falsetem, w której zbudowano romantyczny nastrój. Według znacznej części krytyki, na płycie tej piosence poziomem dorównuje jedynie jeszcze zamykająca album piosenka Through Our Love.
Strona pierwsza tej płyty ma charakter przebojowy, natomiast druga strona jest o wiele słabsza. Nie pomógł jej nawet drugi duet z Michaelem The Man, ani typowana początkowo na przebój Average Person.
Krytykom podobała się forma kontrastu wojna-pokój łącząca oba albumy. Pomimo tego album został przez nią przyjęty chłodniej niż Tug of War. Wielu krytyków obwiniało za to wiele błędów popełnionych podczas procesu produkcji, który zapewne w znacznej mierze odbiegał od zamierzonej idei. Jedną z przyczyn upatrywano w równolegle trwającym procesie produkcji filmu i ścieżki dźwiękowej. W listopadzie, McCartney rozpoczął kręcenie napisanego przez siebie filmu Give My Regards to Broad Street, w którym oprócz niego występowała Linda, Tracey Ullman i Ringo Starr. Realizacja tego projektu zajęła mu znaczną część 1983 roku. Z powodu kręcenia filmu (i niektórych błędów popełnionych w czasie nagrywania materiału) premiera Pipes of Peace została przesunięta na październik 1983 roku.

## Lista utworów
Wszystkie piosenki napisane przez McCartneya (prócz wyróżnionych w nawiasach)

### Edycja oryginalna
1. Pipes of Peace – 3:56
2. Say Say Say – 3:55 (Paul McCartney/Michael Jackson)
  - Paul śpiewa w duecie z Michaelem Jacksonem
3. The Other Me – 3:58
4. Keep Under Cover – 3:05
5. So Bad – 3:20
6. The Man – 3:55 (Paul McCartney/Michael Jackson)
  - Paul śpiewa w duecie z Michaelem Jacksonem
7. Sweetest Little Show – 2:54
8. Average Person – 4:33
9. Hey Hey – 2:54 (Paul McCartney/Stanley Clarke)
  - instrumentalna kompozycja stworzona wraz z wirtuozem gitary basowej Stanleyem Clarkiem
10. Tug of Peace – 2:54
  - odpowiedź na własną piosenkę Tug of War
11. Through Our Love – 3:28

### Edycja zremasterowana
W 1993 roku Pipes of Peace zostało zremasterowane i wydane na nośniku CD jako część serii The Paul McCartney Collection. Zawiera 3 bonusy: Twice In A Lifetime (piosenka tytułowa filmu), We All Stand Together (przebój singlowy, który nie ukazał się ani na Tug of War, ani na Pipes of Peace), Simple As That (piosenka nagrana dopiero w 1986 roku w związku z kampanią antyheroinową).
1. Pipes of Peace – 3:56
2. Say Say Say – 3:55 (Paul McCartney/Michael Jackson)
  - Paul śpiewa w duecie z Michaelem Jacksonem
3. The Other Me – 3:58
4. Keep Under Cover – 3:05
5. So Bad – 3:20
6. The Man – 3:55 (Paul McCartney/Michael Jackson)
  - Paul śpiewa w duecie z Michaelem Jacksonem
7. Sweetest Little Show – 2:54
8. Average Person – 4:33
9. Hey Hey – 2:54 (Paul McCartney/Stanley Clarke)
  - instrumentalna kompozycja stworzona wraz z wirtuozem gitary basowej Stanleyem Clarkiem
10. Tug of Peace – 2:54
  - odpowiedź na własną piosenkę Tug Of War
11. Through Our Love – 3:28
12. Twice In A Lifetime (bonus) – 2:58
  - piosenka tytułowa filmu
13. We All Stand Together (bonus) – 4:22
  - ciesząca się ogromną popularnością piosenka o serialowym animowanym białym misiu
14. Simple As That (bonus) – 4:15
  - nagrana w 1986 roku z myślą o kampanii antyheroinowej

## Nagrody oraz pozycja na listach przebojów
Kolorem pomarańczowym zaznaczono singel niealbumowy.

Kolorem błękitnym zaznaczono singel niealbumowy, ale przynajmniej jedną ze stron zamieszczono już na reedycjach.
Single
| Data wydania              | strona A              | strona B                                                                    | UK Lista            | US Lista             | Certyfikat           |
| ------------------------- | --------------------- | --------------------------------------------------------------------------- | ------------------- | -------------------- | -------------------- |
| 3 października 1983 r.    | Say Say Say           | Ode To A Koala Bear 12" zawiera ponadto Say Say Say (wersja intrumentalana) | 2 (14 tyg.)         | 1 (6 tyg.) (22 tyg.) | (US) platynowa płyta |
| (UK) 12 listopada 1984 r. | We All Stand Together | We All Stand Together (humming version)                                     | 3 (10 tyg.)         | X                    | (UK) złota płyta     |
| (UK) 5 grudnia 1983 r.    | Pipes Of Peace        | So Bad                                                                      | 1 (2 tyg.) (8 tyg.) | X                    | (UK) srebrna płyta   |
| (US) 5 grudnia 1983 r.    | So Bad                | Pipes Of Peace                                                              | X                   | 23 (14 tyg.)         | X                    |

Album
| Data wydania            | nazwa albumu   | UK Lista    | US Lista     | Certyfikat                                |
| ----------------------- | -------------- | ----------- | ------------ | ----------------------------------------- |
| 31 października 1983 r. | Pipes of Peace | 4 (23 tyg.) | 15 (24 tyg.) | (UK) platynowa płyta (US) platynowa płyta |

Singel z piosenką Say Say Say skomponowaną i zaśpiewaną w duecie z Michaelem Jacksonem (zobacz współpraca McCartney/Jackson) okazał się wielkim sukcesem. Osiągnął 2. miejsce w Wielkiej Brytanii i 1. miejsce w USA, gdzie panował przez 6 tygodni.
Zachęcony sukcesem Say Say Say McCartney postanowił wydać utwór tytułowy (czyli Pipes of Peace). To była trafna decyzja, gdyż piosenka osiągnęła 1. miejsce w Wielkiej Brytanii. Ostatnim singlem z tego albumu była piosenka So Bad, która w USA osiągnęła tylko 23. pozycję.
Album Pipes of Peace był sukcesem porównywalnym z Tug of War, osiągnął 4. pozycję w Wielkiej Brytanii i tylko 15. w USA. Pomimo tego za oceanem osiągnął status platynowej płyty.
W 1993 roku jako bonus do płyty dołączono We All Stand Together (nagrany wraz z The Frog Chorus). Utwór został stworzony na potrzeby serialu animowanego o białym misiu. W Wielkiej Brytanii doszedł do 3. miejsca.
Z perspektywy czasu nie osiągnięcie przez album US Top 10 mogło być zwiastunem tego, że żaden z późniejszych albumów McCartneya nie był w stanie już osiągnąć US TOP 10 aż 1997 roku, gdy ukazała się Flaming Pie, za pomocą której muzyka Paula znów mogła tam zagościć.
- 21 lutego 1984 na corocznej gali British Rock And Pop Adwards w Londynie, teledysk do piosenki Pipes of Peace otrzymał nagrodę w kategorii najlepszego teledysku 1983 roku.

## Wideografia
Teledyski:
- Say Say Say reż. Bob Giraldi
- Pipes of Peace reż. Keith McMillan
- So Bad reż. Keef & Co.

## Twórcy
- Paul McCartney: gitara basowa, gitara elektryczna, gitara akustyczna, pianino, keyboard, wokal, perkusja, syntezator
- Linda McCartney: keyboard, podkład wokalny
- Michael Jackson: wokal
- Eric Stewart: gitara, podkład wokalny
- Denny Laine: gitara, keyboard, wokal
- Hughie Burns: gitara
- Geoff Whitehorn: gitara
- Stanley Clarke: gitara basowa, wokal
- Gavin Wright: skrzypce
- Jerry Hey: instrumenty smyczkowe, róg
- Gary Herbig: flet
- Chris Hammer Smith: organki (harmonijka ustna)
- Andy Mackay: saksofon
- Ernie Watts: saksofon
- Gary Grant: róg
- Ringo Starr: perkusja
- Steve Gadd: perkusja
- Dave Mattacks: perkusja
- James Kippen: tabla w piosence "Pipes of Peace".
- Petalozzi's Children’s Choir: podkład wokalny w piosence "Pipes Of Peace".
- Nathan Watts: gitara basowa
- David Williams: gitara

- George Martin: producent
- Geoff Emerick: inżynier dźwięku
- Bill Wolfer: współpraca
- Gary Grant: współpraca
- Ricky Lawson: współpraca
- Andy Mackay: współpraca

## Sesja do albumówTug of War / Pipes Of Peace
- 28 czerwca 1980 roku – Finston Manor w Tenterton w hrabstwie Kent – próby wraz z nagraniami Ballroom Dancing i ostatecznie niewydanej piosenki Call Of Nature,
- 16 lipca 1980 roku – studia Super Bear w Paryżu we Francji – podczas sesji do albumu Ringa Stop And Smell The Roses zostaje nagrana 8 minutowa piosenka Lindy Love’s Full Glory. Pozostała niewydana do czasu ukazania się w 1998 roku albumu Wide Prairie (zamieszczona tam wersja była skrócona i trwała tylko 3:46)
- 2-25 października 1980 roku – Finston Manor w Tenterton w hrabstwie Kent – ostatnia sesja zespołu Wings, w której bierze udział pięciu muzyków. Zaowocowała ona wieloma wersjami demo piosenek:

TUG OF WAR: Take It Away, Ballroom Dancing, The Pound Is Sinking, Wanderlust, Dress Me Up As A Robber i Ebony And Ivory.
PIPES OF PEACE: Keep Under Cover, Average Person i Sweetest Little Show.
Nagrano także:

Rainclouds (druga strona singla Ebony And Ivory), Old Man Lovin, Sure To Fall, Movie Magg, Blue Moon Of Kentucky, Summertime, Good Rockin’ Tonight – Shake, Rattle and Roll, Cut Across Shorty, Stealin' Back To My Same Old Used To Be, Singing The Blues, Johnny B. Goode, Twenty Flight Rock, Cage, Stop, You Don’t Know Where She Came From, Take Her Back, Jack, The Unbelievable Experience, Here’s The Chord, Roy (sic), Seems Like Old Times oraz starsza wersja Boil Crisis pierwsze nagrano w 1977. Wszystkie piosenki powstały podczas jam session.
- 27 października – 3 listopada 1980 roku – AIR Studios w Londynie – zarejestrowano parę podejść do The Rupert The Bear
- 9 grudnia 1980 roku – AIR Studios w Londynie – dzień po zamordowaniu Lennona. Paul i Denny wraz George Martin nagrali część Rainclouds. Przygnębiające uczucie smutku doprowadziło w końcu do przerwania nagrań.
- 2 lutego – 3 marca 1981 roku – AIR Studios na wyspie Montserrat – nagrano piosenki: Somebody Who Cares, The Pound Is Sinking, Hey Hey i Rainclouds. Z nocy z 16 na 17 lutego podczas nagrań nad piosenką Take It Away do Paula dołączył Ringo. 21 lutego w nagraniach nad piosenką Get It wziął udział Carl Perkins. Natomiast Stevie Wonder pojawił się na Montserrat 26 lutego i nagrał wraz z Paulem What's That You're Doing oraz w ostatnich dniach pobytu na wyspie Ebony And Ivory.
- lato 1981 – studio Paula we Szkocji – nagrano tam: Dress Me Up As A Robber, Tug Of War, Ballroom Dancing, Be What You See, Wanderlust, Here Today, I'll Give You A Ring, The Man, Average Person, Keep Under Cover, Sweetest Little Show, Ode To A Koala Bear oraz przebój Say Say Say, którego współautorem jest Michael Jackson. Nagrano także piosenkę Blackpool która miała pojawić się na drugiej stronie singla The Man.
- 14-16 kwietnia 1982 roku – Westlake Studios w Los Angeles – W drodze rewanżu za udział Jacksona na płycie Pipes of Peace, Paul zgodził się wziąć udział w nagraniach przeboju The Girl Is Mine, który ukazał się na albumie "Thriller"